# Emil Koehn

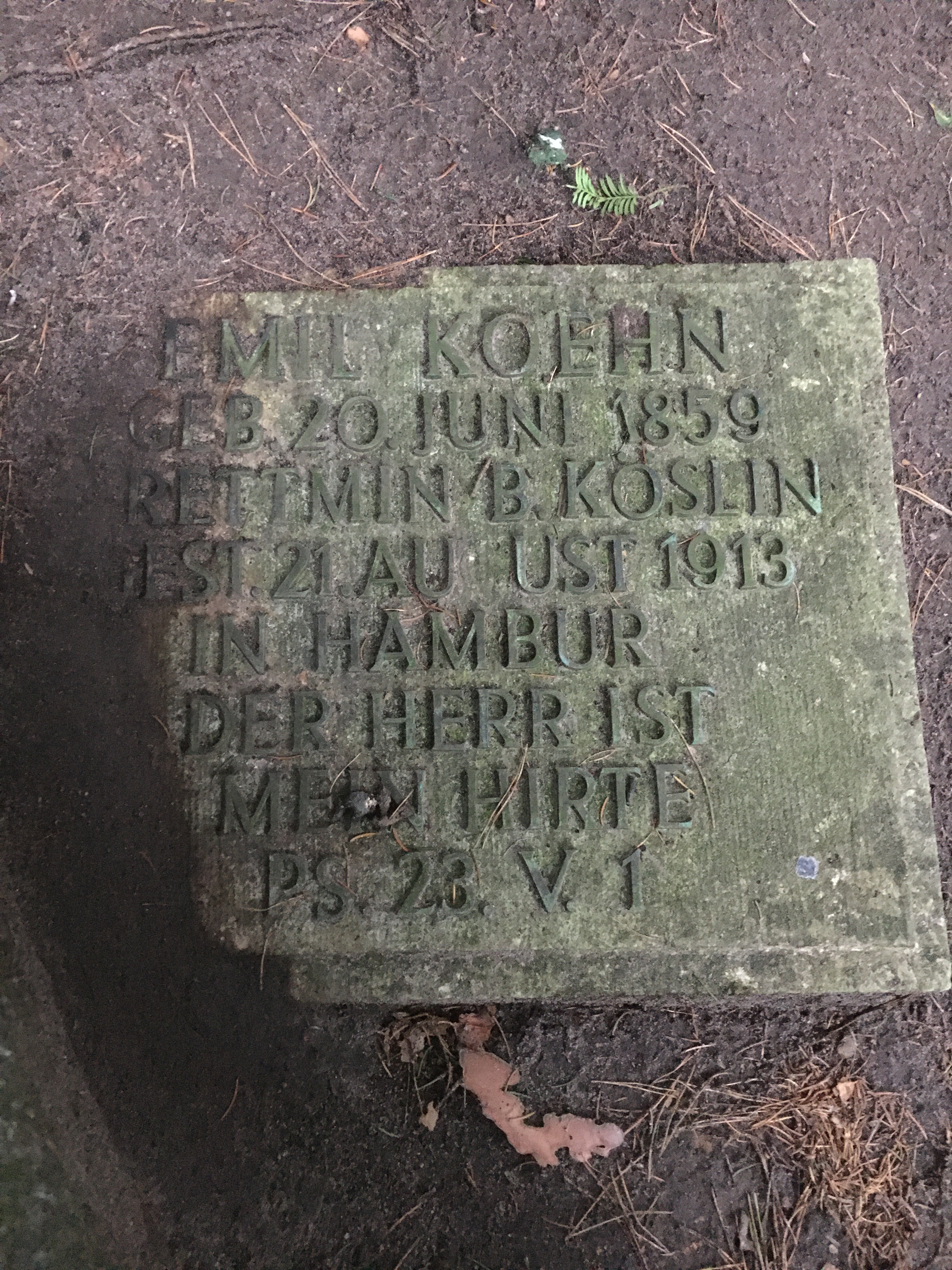
Grabstätte Emil Koehn auf dem Friedhof Ohlsdorf

Emil Paul Koehn (* 20. Juni 1859 in Rettmin bei Köslin; † 21. August 1913 in Hamburg) war ein deutscher Vereinsvorsitzender und Gründer karitativer kirchlicher Einrichtungen.

## Leben und Wirken
Der familiäre Hintergrund Emil Koehns sowie Kindheit und Jugend sind nahezu nicht dokumentiert. Angeblich lernte er den Beruf des Krankenpflegers und arbeitete ehrenamtlich während des Deutsch-Französischen Krieges. Nicht belegt ist auch, ob er neben dem ehrenamtlichen Engagement einem Beruf nachging oder -gehen musste.
Koehn war verheiratet mit Elisabeth Anne Ellen, geborene Smidt (* 23. November 1861 in London; † 21. August 1913 in Hamburg). Der gemeinsame Sohn Henry Koehn arbeitete später als Kulturforscher.

## Aufbau des CVJM in Hamburg
Ab 1890 leitete Koehn in Hamburg als Erster Generalsekretär den neu gegründeten Christlichen Verein Junger Männer (CVJM), dessen Vorsitz er von 1892 bis 1908 übernahm. Anschließend führte er ein Kuratorium, das für ihn eingerichtet worden war. Unter seiner Leitung eröffnete der Verein im Oktober 1893 einen Saal am Pferdemarkt mit ungefähr 1500 Plätzen. Es handelte sich um die erste größere Räumlichkeit für kirchliche Versammlungen in Hamburg, die mehrere christliche Organisationen besuchten. Da der Platz schnell nicht mehr ausreichte, setzte sich Koehn für ein anderes Gebäude ein. Der Verein erhielt somit als Schenkung ein am 6. Oktober 1905 eingeweihtes Haus mit großem Saal an der Esplanade.
Der CVJM widmete sich satzungsgemäß jungen Männern, die insbesondere aus Hamburg kamen. Der Verein wollte angemessene Freizeitbeschäftigungen und Fortbildungsmöglichkeiten bieten. Dazu organisierte er geistliche Zusammenkünfte, musische und sportliche Veranstaltungen, Unterricht, allgemeine öffentliche Vorträge und bot eine umfangreiche Bibliothek, die insbesondere Handwerker, Kaufleute und Ingenieure nutzten. 1896 hatte er CVJM durchschnittlich 3925 Besucher pro Monat. Der Verein wandte sich eindeutig gegen die Arbeiterbewegung; Arbeiter besuchten die Einrichtung selten. Der Vereinsvorstand sprach sich gegen die Feiern zum Ersten Mai aus, da somit der „Umsturz der von Gott gewollten Ordnung“ angestrebt werde. Während der Choleraepidemie von 1892 fand Koehn unter den Vereinsmitgliedern 53 Personen, die ehrenamtlich Kranke pflegten.

## Aufbau der Hamburger Arbeiterkolonie
Während der Arbeit im CVJM lernte Koehn viele Heranwachsende kennen, die keine Arbeit fanden oder finanzielle Probleme bekamen. Daher gründete er die Hamburger Arbeiterkolonie, wobei er sich an Friedrich von Bodelschwingh orientierte, dem er über mehrere Jahrzehnte Briefe schrieb und den er persönlich traf. Koehn fand Finanziers, die ihm im Dezember 1891 ermöglichten, eine Einrichtung für anfangs 35 Personen am Neustädter Neuerweg 43 zu eröffnen. 1913 kamen hier 280 Hilfsbedürftige unter. Die Arbeiterkolonie versorgte arbeitslose ledige Arbeiter und Handwerker aller Glaubensrichtungen und organisierte in mehreren Fachbereichen eine berufliche Wiedereingliederung. Für die Arbeitsleistung zahlte sie einen entsprechenden Lohn.
Die Hamburger Arbeiterkolonie nahm sich nicht nur arbeitsloser, sondern auch aus Haft entlassener und als geheilt eingestufter ehemaliger Insassen der „Strafanstalt“ Friedrichsberg an. Außerdem beschäftigte sie männliche „Krüppel Hamburgs“ auf, die als arbeits- und ausbildungsfähig galten. Da die Teilnehmer der Arbeiterkolonie möglichst schnell neue Stellen finden sollten, galten drei Monate als gewöhnliche Dauer der Teilnahme. Personen, bei denen kein Wille zur Arbeitsaufnahme zu erkennen war, erhielten unverzüglich die Kündigung. Die Hilfseinrichtung, die dem von Bodelschwingh geleiteten Deutschen Herbergsverein angehörte, ihn dem sich auch Koehn engagierte, bezog am 1. November 1892 neue Räumlichkeiten in Rothenburgsort. Sie nutzte ein ehemaliges Fabrikgebäude an der Billhorner Kanalstraße 59. Neben breit gefächerten handwerklichen und landwirtschaftlichen Tätigkeiten bot sie den Arbeitern Wohn- und Schlafräume.
Koehn kam schnell zu der Ansicht, dass er nicht allen Hilfsbedürftige zu einer regulären Anstellung verhelfen konnte. Daher plante er seit 1892 gemeinsam mit Jasper von Oertzen und Frederick Freiherr von Schröder, eine Heimat-Kolonie außerhalb der Stadt einzurichten für Männer, die „den Kampf des Lebens nicht mehr aufnehmen“ konnten. Die notwendigen Spenden hierfür standen ihnen 1896 zur Verfügung. Damit richteten sie den Schäferhof in Appen ein, der schrittweise 130 arbeitslose Männer dauerhaft aufnahm, die insbesondere landwirtschaftlich arbeiteten und den Lebensunterhalt verdienten.

## Sonstiges Engagement
Koehn widmete sich seit der Gründungszeit des CVJM insbesondere Kellnern und Köchen. Diese ließen sich oftmals in Hamburg nieder, um vom aufkommenden Tourismus zu profitieren, blieben in den Wintermonaten aber oft arbeitslos und ohne Wohnung. Spendenfinanziert unterhielt Koehn für sie ein Wohnhaus neben dem CVJM-Gebäude an der Esplanade. Außerdem richtete er einen Versammlungssaal in der Fehlandstraße ein, der Andachten, Unterricht, Fortbildungen und Freizeitgestaltung bot. Außerdem bat er Hamburger Hoteliers, in Hotelzimmern Bibeln verteilen zu können.
Am 25. Dezember 1893 weihte Koehn eine „Frühstückskirche“ ein. Dabei orientierte er sich an der „Schrippenkirche“ der Berliner Stadtmission. Hier kamen sonntags arbeits- und oftmals wohnungslose Menschen zu einem kostenlosen Frühstück zusammen. Anschließend hielten wechselnde Geistliche einen kurzen Gottesdienst ab. Immer einen Tag später veranstaltete Koehn eine Sprechstunde für bedürftige Menschen, denen er Hilfe vermitteln wollte. Später half er Frauen des Hamburger Bürgertums, gemäß dem Beispiel seiner Arbeiterkolonie eine derartige Einrichtung für Frauen einzurichten. Daraus entstand 1911 die Frauen-Kolonie in Prisdorf.
Neben den eigenen Hilfseinrichtung engagierte sich Koehn in anderen Vereinen. Dazu gehörte der Norddeutsche Männer- und Jünglingsverein, dessen Vorstand er angehörte. Dort übernahm er den Vorsitz des Bauausschusses und hatte wesentlichen Anteil am Bau eines Soldatenheims im heutigen Hohenlockstedt. International wirkte er im Vorstand der Deutschen Ostafrika-Mission und setzte sich in der Senana-Mission für indische Frauen ein. Außerdem arbeitete er für die Evangelische Allianz, als Kirchenvorsteher und Armenpfleger.
Seit 1912 herzkrank, arbeitete Koehn zunehmend weniger und legte seine Ämter nieder. Er starb im August 1913 in Hamburg und erhielt zahlreiche wohlwollende Nachrufe. Auf dem Hamburger Friedhof Ohlsdorf befindet sich in Planquadrat S 24 die heute verwaiste Familiengrabstätte.